# Paul of Dune
Paul of Dune è un romanzo di fantascienza del 2008 scritto da Brian Herbert e Kevin J. Anderson. È il primo capitolo del ciclo Heroes of Dune, una serie intermedia tra due cicli di cui sono previsti quattro capitoli, ispirata ai romanzi originali del Ciclo di Dune di Frank Herbert..
Il romanzo è diviso in sette sezioni in cui si alterna la gioventù di Paul Atreides prima degli eventi narrati in Dune e il primo periodo della sua Jihad Fremen fra i due romanzi Dune e Messia di Dune.
Il romanzo è inedito in italiano.

## Trama

### La gioventù di Paul Atreides
Il dodicenne Paul risiede sul pianeta Caladan con i suoi genitori, il duca Leto Atreides e la concubina Bene Gesserit Jessica. La Casa Ecaz e la Casa Moritani sono immischiate in un'antica faida e un'alleanza tra Atreides e Ecaz verrà suggellata dal matrimonio di Leto con la figlia dell'arciduca Armand di Ecaz, Illesa.
Al matrimonio, Leto e la sua famiglia sfuggono ad un tentativo di assassinio, ma Armand viene ferito e Illesa resta uccisa.
Leto e Armand conducono un attacco di rappresaglia su Grumman, non rendendosi conto che le forze Moritani sono state rifornite dalle truppe di Casa Harkonnen, nemici giurati degli Atreides. Arrivano anche i guerrieri Sardaukar dell'Imperatore Padishah per prevenire una guerra su vasta scala. Il Visconte Hundro Moritani ha progettato questa intera offensiva come mezzo per riunire le Case Ecazi, Atreides, e le forze imperiali ed annientarle con un dispositivo da giorno del giudizio, il complotto fallisce quando il Maestro di Spada di Moritani, Hiih Resser disabilita l'arma.

### La jihad di Muad'Dib
Dopo la caduta dell'imperatore Padishah Shaddam Corrino IV e l'ascensione di Paul al trono imperiale, le forze Fremen di Paul sono impegnate su più fronti, combattendo contro le Case che si rifiutano di riconoscere il dominio Atreides. I Fremen infine catturano Kaitain, l'antica capitale imperiale e pianeta madre di Casa Corrino. Paul rade al suolo la fortezza di Shaddam, sperando così di inviare un messaggio alle altre Case dissidenti. Invita Bludd Whitmore, un ex Maestro di Spada di Casa Ecaz e un amico dell'ex mentore di Paul cioè Duncan Idaho, per aiutarlo a costruire su Arrakis la cittadella più grande che l'universo abbia mai visto. Nel frattempo, Earl Thorvald, il nobile che comanda le forze ribelli, viene inseguito per tutta la galassia dal Naib Fremen Stilgar e dai commando Fedaykin di Paul. Altrove, l'ex seguace di Shaddam l'esiliato Conte Fenring e la sua moglie Bene Gesserit Margot stanno crescendo la loro figlia Marie su Tleilax, addestrandola come un'arma da usare contro gli Atreides. La brutalità selvaggia dei Fremen spinge Case più nobili ad alleanze con Thorvald. Bludd viene giustiziato dopo aver tentato di assassinare Paul e questo lascia il segno nella storia. Sempre più insensibile e selvaggio col passare degli anni, in ultima analisi Paul ordina il completo annientamento del pianeta madre di Thorvald dopo che viene a sapere che il ribelle sta progettando un attacco contro Caladan. Marie tenta di uccidere Paul, ma viene uccisa dalla giovane sorella di Paul, Alia; un Fenring sconvolto riesce a pugnalare mortalmente Paul. Salvato da una dose eccessiva di melange di spezia, Paul si rialza e bandisce i Fenring a vivere i loro giorni con Shaddam, che finiscono per biasimare.